# Лубна-Якуси
Лубна-Якуси (пол. Łubna-Jakusy) — село в Польщі, у гміні Блашки Серадзького повіту Лодзинського воєводства.
Населення — 260 осіб (2011).

## Демографія
Демографічна структура станом на 31 березня 2011 року:
|          | Загалом | Допрацездатний вік | Працездатний вік | Постпрацездатний вік |
| -------- | ------- | ------------------ | ---------------- | -------------------- |
| Чоловіки | 140     | 30                 | 90               | 20                   |
| Жінки    | 120     | 22                 | 70               | 28                   |
| Разом    | 260     | 52                 | 160              | 48                   |